# Synchelidium rectipalmum
Synchelidium rectipalmum är en kräftdjursart som beskrevs av Mills 1962. Synchelidium rectipalmum ingår i släktet Synchelidium och familjen Oedicerotidae. Inga underarter finns listade i Catalogue of Life.